# Södermalm, Skövde

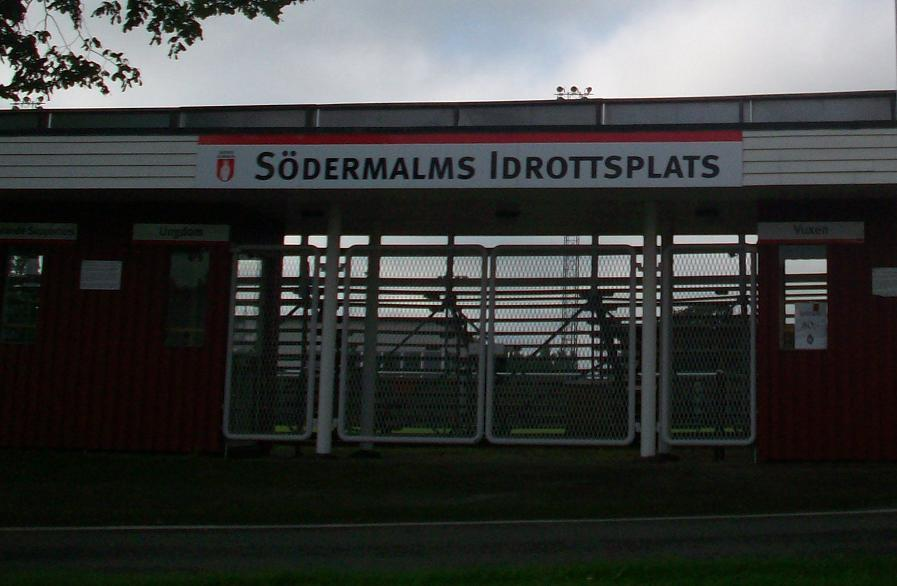
Södermalms IP

Södermalm är en stadsdel i södra Skövde, Västra Götalands län. Området ligger cirka 0,5 km från centrum, öster om stadsdelen sträcker sig Västra stambanan och på andra sidan av den ligger Skövde garnison.
Södermalm består till största delen av två idrottsanläggningar, (Idrottshallen och Södermalms IP) men det finns även villor och lägenhetshus. År 2022 fick bostadsföretaget Skövdebostäder i uppdrag att utreda vilka förutsättningar det kunde finnas att få ett sammanhållet idrotts- och bostadsområde på Södermalm. Samtidigt skulle man anpassa fotbollsarenan till fotboll i Superettan. Södermalm gränsar till Söderort.

## Angränsade stadsdelar
Vasastaden, Källegården och Karlsro